# 에드윈 라이샤워
에드윈 올드파더 라이샤워(영어: Edwin Oldfather Reischauer, 영어 발음: /ˈraɪʃaʊ.ər/, 1910년 10월 15일~1990년 9월 1일)는 미국의 역사학자이자, 외교관으로, 주로 일본과 한국의 역사를 연구한 학자로 유명하다.

## 생애
1910년에 일본의 도쿄시에서 미국인 선교사의 아들로 태어났다. 오벌린 대학교와 하버드 대학교에서 일본사를 전공하고 하버드 대학교 옌칭연구소의 연구원과 하버드 대학교의 강사로 일하며 하버드대에서 박사학위를 받았다. 옌칭연구소 연구원 시절인 1938년에 한국에 와서 맥 매큔과 함께 한국어를 로마자로 표기하는 방법인 매큔-라이샤워 표기법을 만들었다. 제2차 세계대전때는 미군의 정보장교로 국무부 특별 보좌관으로 일했다. 1956년에는 하버드 대학교 옌칭연구소의 소장을 지냈고 1961년에서 1966년까지는 주 일본 미국 대사를 지냈다.
일본 대사로 있었던 1964년에 괴한에게 칼에 찔리는 사고를 당했다. 이에 치료를 받는 중 수혈을 받았으나 오히려 그 수혈에 의해 간염에 감염됐다. 20년 넘게 투병을 하며 살다 미국 캘리포니아주의 라호이아에서 간염 합병증으로 사망했다.

## 같이 보기
- 매큔-라이샤워 표기법